# Barbara Rosenkranz

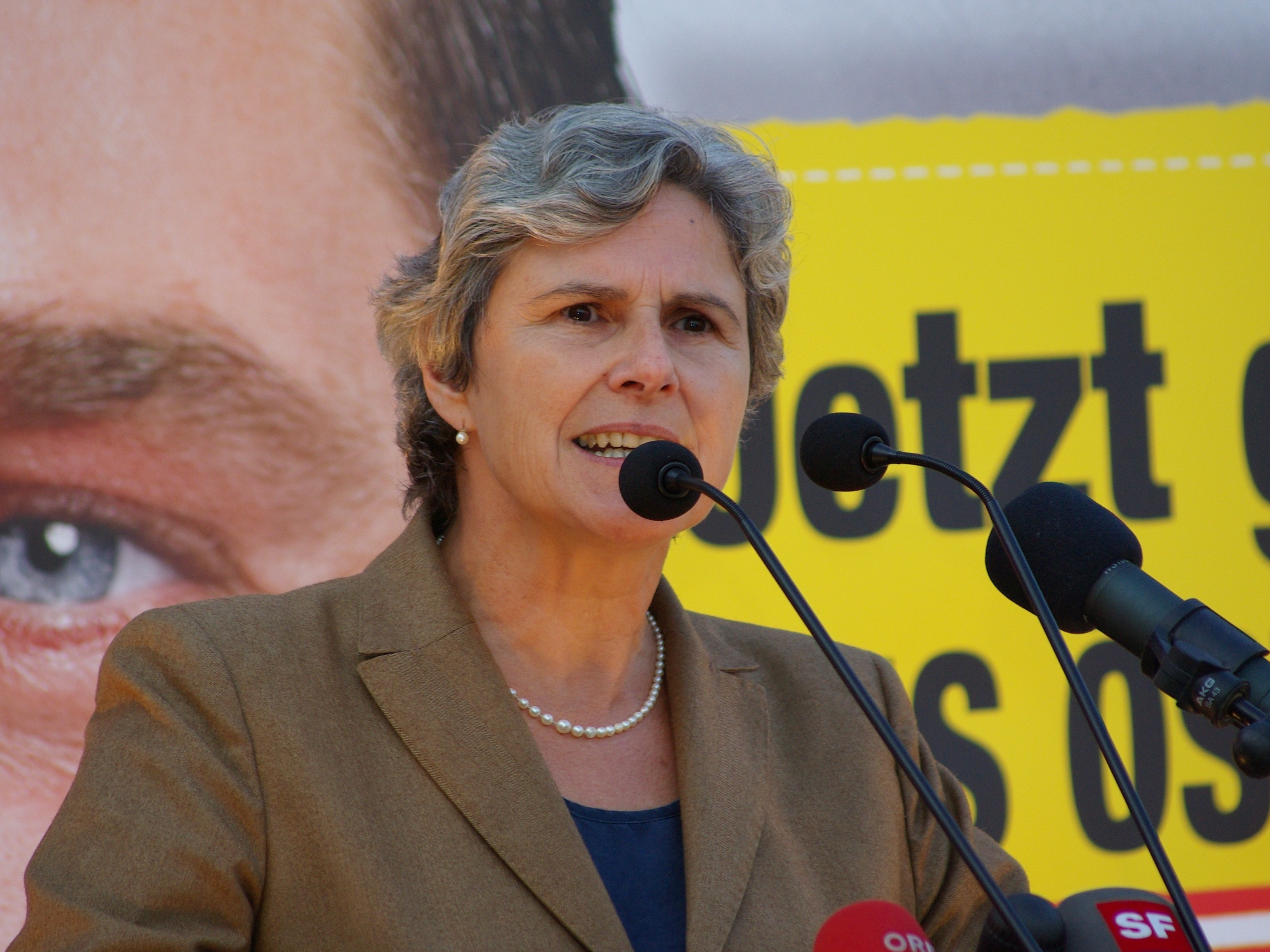
Rosenkranz bei einem Wahlkampfauftritt 2008 in St. Pölten

Barbara Rosenkranz (* 20. Juni 1958 als Barbara Schörghofer in Salzburg) ist eine ehemalige österreichische Politikerin (FLÖ). Sie war Landesrätin für Baurecht und Tierschutz in Niederösterreich und nach der Landtagswahl vom 3. März 2013 vorübergehend designierte Klubobfrau der FPÖ im niederösterreichischen Landtag. Darüber hinaus war sie Kandidatin dieser Partei für die Bundespräsidentenwahl 2010. Im August 2017 trat sie aus der FPÖ aus und gehörte dann der Freien Liste Österreich an. Die FLÖ löste sich 2019 auf.

## Ausbildung und Familie
Rosenkranz besuchte zwischen 1964 und 1968 die Volksschule und absolvierte von 1968 bis 1976 ein neusprachliches Gymnasium. Nach der Matura begann sie an der Universität Wien 1976 ein Studium der Geschichte und Philosophie. Das wieder aufgenommene Geschichtsstudium schloss sie am 13. Februar 2018 erfolgreich ab. Sie ist mit Horst Rosenkranz verheiratet, mit dem sie sechs Töchter und vier Söhne hat. Rosenkranz gibt als Beruf offiziell „Hausfrau“ an.
Rosenkranz gehört der Sudetendeutschen akademischen Damengilde Edda Wien, einer im Jahr 2000 gegründeten deutschnationalen Damenverbindung, an.

## Politische Laufbahn

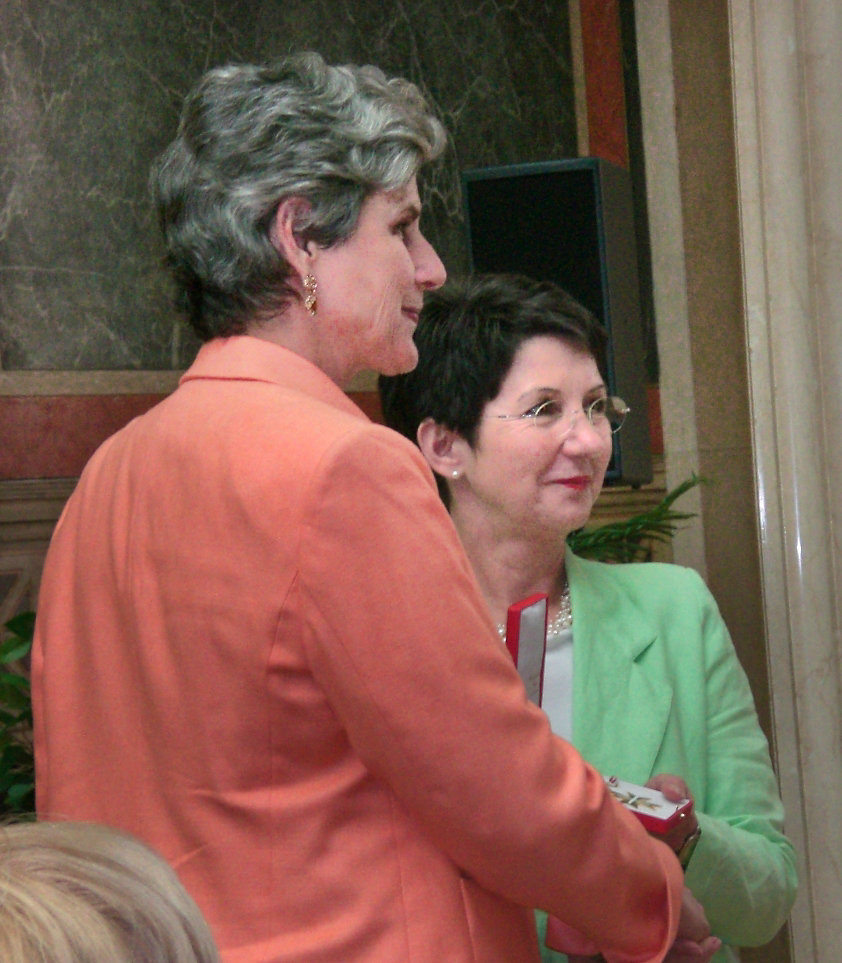
Verleihung des Großen Goldenen Ehrenzeichens für Verdienste um die Republik Österreich durch Nationalratspräsidentin Barbara Prammer (2007).

Ihre politische Karriere begann Rosenkranz im Jahr 1993 als Abgeordnete im niederösterreichischen Landtag, dem sie zunächst bis 2002 angehörte. Vom Jahr 2000 an stand sie dem FPÖ-Klub Niederösterreich als Klubobfrau vor. Am 20. Dezember 2002 wechselte Rosenkranz vom Landtag in den Nationalrat, wo sie die FPÖ in den Ausschüssen Familie, Gesundheit, Innere Angelegenheiten und Unterricht vertrat. Bei den niederösterreichischen Landtagswahl 2008 trat Rosenkranz als Spitzenkandidatin an – die Partei konnte ihren Stimmenanteil bei dieser Wahl mehr als verdoppeln. Sie schied in der Folge am 9. April aus dem Nationalrat aus und wurde am 10. April 2008 zur Landesrätin für Baurecht und Tierschutz der niederösterreichischen Landesregierung gewählt.
Rosenkranz übte verschiedene Funktionen in der FPÖ aus. Sie war bereits 1996 Landesparteiobmann-Stellvertreterin der FPÖ Niederösterreich, 1998 wurde sie zusätzlich zu dieser Funktion Landesparteisekretärin für ein Jahr. Ab 2003 war sie Landesparteiobfrau, ab April 2005 auch stellvertretende FPÖ-Bundesobfrau.
Bis 2006 war sie neben Reinhard Eugen Bösch eine von zwei freiheitlichen Abgeordneten im Parlament, die nach der Abspaltung des BZÖ unter Jörg Haider die neue Gruppierung offen ablehnte, ihr Stimmverhalten nicht dem der Mitglieder des neuformierten Freiheitlichen Parlamentsklubs anpasste und bei der FPÖ verblieb. Infolge der Nationalratswahl 2006 zog sie erneut für die FPÖ in den Nationalrat.
Am 2. März 2010 wurde Barbara Rosenkranz seitens der FPÖ offiziell als Kandidatin für die Bundespräsidentenwahl präsentiert. Unterstützt wurde sie dabei in einzelnen Artikeln der Kronen Zeitung, wobei der Herausgeber Hans Dichand unter seinem Pseudonym Cato erst offen für sie Partei ergriff, dies aber am darauffolgenden Tag deutlich relativierte.  Rosenkranz erhielt 15,2 Prozent Stimmen bei dieser Wahl; Amtsinhaber Heinz Fischer wurde mit 79,3 Prozent der Stimmen bei einer Wahlbeteiligung von 53,6 Prozent für weitere sechs Jahre im Amt bestätigt.
Nach der Landtagswahl in Niederösterreich am 3. März 2013, zu der sie als Spitzenkandidatin ihrer Partei antrat und bei der die FPÖ 2,26 Prozentpunkte verlor (von 10,47 Prozent auf 8,21 Prozent), trat sie nach mehrmonatigen parteiinternen Diskussionen im Juni 2013 als Landesparteiobfrau zurück. Ihr Nachfolger wurde Walter Rosenkranz (mit dem sie weder verwandt noch verschwägert ist).
Ende August 2017 wurde bekannt, dass Rosenkranz zur Nationalratswahl 2017 für die Freie Liste Österreich als Spitzenkandidatin antreten wird.

## Positionen und Kritik
Rosenkranz selbst bezeichnet sich als „nationalkonservativ“. In den Medien wird sie als streng konservativ, „heimattreu“ und äußerst EU-kritisch, als „Galionsfigur der Rechten“, für ihre „erzkonservativen und extremen Ansichten“ sowie ihre „erzkonservative Familienpolitik“ und „beinharte Linie“ in der Ausländerpolitik beschrieben.

### Familien-, Sozial- und Migrationspolitik
Rosenkranz vertritt eine konservative Politik in Sozialfragen und Familienfragen und eine restriktive Einwanderungspolitik. Den Feminismus betrachtet Rosenkranz, die für sich selbst als Berufsbezeichnung gerne „Hausfrau“ angibt, als „Irrweg“, Gender-Mainstreaming beschreibt sie in ihrem im Ares Verlag erschienenen Buch MenschInnen als den Versuch, nicht die Gleichstellung der Geschlechter zu erreichen, sondern deren Aufhebung und die Schaffung eines „geschlechtslosen Menschen“. Gleichzeitig tritt sie in ihrem Buch für die Gleichberechtigung der Frau ein: „Es ist klar, dass der Rang der Frau in unserer Gesellschaft ein gänzlich gleichberechtigter sein muss, da kann es keine Abstriche geben. Ebenso aber ist es eine Tatsache, dass erfolgreiche Weiblichkeit und Mütterlichkeit nicht auseinanderfallen dürfen, wenn wir im Gesamten eine Zukunft haben wollen.“
Die eingetragene Partnerschaft für Homosexuelle als eheähnliche Einrichtung lehnt sie ab, da es im § 44 ABGB (Begriff der Ehe) nicht nur um Liebe gehe, sondern auch um die vorweggenommene Absicht, gemeinsame Kinder zu zeugen, sie zu erziehen und ihnen und dem Ehepartner gegenseitigen Beistand zu leisten. Darin liege auch das hohe Interesse des Staates und damit der Öffentlichkeit am Institut Ehe, nämlich das Interesse an der Sicherung der Existenz des Staatswesens, des Volkes durch die Schaffung neuer Generationen. Es gehe dem Staat primär um die nächste Generation im sogenannten Generationenvertrag, die die Aufgabe habe, die als Umlageverfahren organisierten Sozialleistungen des Staates und auch das Steueraufkommen in der Zukunft zu gewährleisten. Sie tritt auch gegen das Adoptionsrecht für Homosexuelle ein.
Fragen der Migrationspolitik betrachtet Rosenkranz vor allem in Verbindung mit Kriminalität. So sprach sie etwa im Wahlkampf zur Landtagswahl in Niederösterreich 2008 von einer „ungezügelten Massenzuwanderung“ und „importierter Kriminalität“ und forderte, keine Einbürgerungen mehr zuzulassen. Auch im Zuge ihrer Kandidatur zur Wahl des Bundespräsidenten ist einer ihrer Programmpunkte die Frage, „wieweit Einwanderung im Land überhaupt möglich sein soll“ und ob „die Österreicher das überhaupt wollen“.

### Europa und EU
Der Europäischen Union steht Rosenkranz weitgehend kritisch bis ablehnend gegenüber. Statt einer engen Zusammenarbeit der Mitgliedstaaten auf europäischer Ebene strebt sie ein Europa an, das „im Inneren möglichst föderativ und dezentral organisiert ist, […] ein Europa der sich ihrer Identität gewissen Völker und der miteinander verbündeten Nationalstaaten, […] das sich gegen unlebbaren Multikulturalismus, gegen Massenzuwanderung und gegen einen ‚melting pot‘ wendet“. Sie tritt für eine Wiedereinführung von Grenzkontrollen an den seit Inkrafttreten des Schengener Abkommens in weiten Teilen Europas offenen Grenzen ein.
Im Dezember 2003 stimmte sie gemeinsam mit Bösch wegen der Haltung Tschechiens zum Kernkraftwerk Temelín und den Beneš-Dekreten gegen die Ratifizierung der Beitrittsverträge der zehn neuen EU-Mitglieder im Rahmen der EU-Erweiterung 2004 im Nationalrat. Sie war auch die einzige Nationalratsabgeordnete, die am 11. Mai 2005 gegen die Ratifizierung des Vertrags über eine Verfassung für Europa stimmte. Zum bereits ratifizierten Vertrag von Lissabon möchte sie, wie von der FPÖ gefordert, auch nachträglich noch eine Volksabstimmung abhalten.

### Verhältnis zum Nationalsozialismus
Der Publizist Hans-Henning Scharsach bezeichnete Barbara Rosenkranz im Magazin News 1995 als Beispiel für einen „Kellernazi“. Der Autor und das Magazin wurden von ihr wegen Verleumdung verklagt und in Österreich zu einer bedingten Geldstrafe verurteilt. Der Europäische Gerichtshof für Menschenrechte (EGMR) sah dieses Urteil aber als Verletzung des Rechtes auf freie Meinung, da es sich nur um ein Werturteil Scharsachs handle und Rosenkranz’ Einstellung zum Thema Nationalsozialismus durchaus als zwiespältig angesehen werden könne; unter anderem wurde angemerkt, dass sie in der Vergangenheit öffentlich das Verbotsgesetz kritisierte und sich nie von den Ansichten ihres Ehemannes Horst Rosenkranz distanzierte, der als rechtsextremistischer Aktivist beziehungsweise Herausgeber in Erscheinung getreten ist. Sowohl Scharsach als auch News erhielten Schadenersatz von der Republik Österreich. 2007 erwiderte Rosenkranz, dass sie aus Gründen der Selbstständigkeit und der Persönlichkeit einer Frau in der Politik Wert darauf lege, nach ihren eigenen politischen Aussagen und Handlungen beurteilt zu werden. 2010 gab Rosenkranz in einer Stellungnahme zu Fragen von orf.at-Lesern im Vorfeld der Bundespräsidentenwahl an, dass sie die politischen Ansichten ihres Ehemannes „natürlich nicht“ teile und der Meinung wäre, man könne „eine Ehe führen, ohne dass man sich in allen Dingen einig ist“.
Bei der Abstimmung über die Lex Kampl, eine Änderung der österreichischen Bundesverfassung im Juni 2005, um den Vorsitz von Siegfried Kampl (FPÖ beziehungsweise BZÖ) nach dessen umstrittenen Aussagen zum Nationalsozialismus im Bundesrat zu verhindern, verließ sie vor der Abstimmung den Nationalrat.
Das Verbotsgesetz wird von Rosenkranz in den Teilen betreffend das Bestreiten und Verharmlosen des Holocausts (Holocaustleugnung) abgelehnt, weil es der „freien Meinungsäußerung“ widerspreche und daher nicht mit der Verfassung im Einklang stehe. Gefragt, ob sie selbst Zweifel an der Existenz von Gaskammern in den Konzentrationslagern in der Zeit des Nationalsozialismus habe, antwortete sie im ORF-Radio, sie habe das Wissen eines Österreichers, „der zwischen 1964 und 1976 in österreichischen Schulen war – das ist also mein Wissen von der Geschichte, und daran habe ich überhaupt keine Änderung vorzunehmen“. Da diese Antwort als „ausweichend“ kritisiert wurde, stellte Rosenkranz gegenüber der „Presse“ fest, dass keine Zweifel daran bestehen könnten, dass in der NS-Zeit schwerste Verbrechen geschehen sind.

#### Bundespräsidentenwahl 2010
Anlässlich der Bekanntgabe ihrer Kandidatur erklärte sie in einem ORF-Interview auf die Frage, ob sie sich in dem rechtsextremen Umfeld, in dem sie sich bewege, wohlfühle und wie sie zu ihrem Mann stehe, dass sie Freiheitliche sei, aus einem bürgerlichen Haushalt komme und sich in der Mitte sehe. Die Kreise, in denen sie sich bewege, seien nicht rechtsextrem. Außerdem sei ihr Ehemann ein unbescholtener Bürger und solle nicht „in einem falschen Licht“ dargestellt werden.
Die Israelitische Kultusgemeinde Wien kritisierte Rosenkranz für ihre Haltung zum Verbotsgesetz. Ihre Forderung sei eine „Verhöhnung der 65.000 in der Schoah ermordeten österreichischen Juden“. Dabei griff der Präsident der Kultusgemeinde Ariel Muzicant wiederholt die Einordnung von Rosenkranz als einem „Kellernazi“ auf. Auch der Vorsitzende der Bischofskonferenz, Kardinal Christoph Schönborn, bezeichnete Rosenkranz als „nicht wählbar“. Selbst aus Teilen der sie nominierenden FPÖ kam Ablehnung. Internationale Beobachter wie die Neue Zürcher Zeitung bescheinigten ihr „rechtsradikale Ansichten“.
Aufgrund der massiven Kritik und der Forderung von Krone-Herausgeber Hans Dichand unterschrieb Rosenkranz am 8. März 2010 auf einer Pressekonferenz eine eidesstattliche Erklärung, in der sie sich „aus Überzeugung von den Verbrechen des Nationalsozialismus und entschieden von dieser Ideologie“ distanzierte. Zu keinem Zeitpunkt habe sie die Grundwerte der Republik – und so auch das Verbotsgesetz als Symbol für die Abgrenzung vom Nationalsozialismus – infrage gestellt und werde es auch nicht infrage stellen. Rechtlich hatte diese Erklärung allerdings keinerlei bindende Wirkung. Rosenkranz selbst sprach von einer „bedauerlichen Aufregung“ und dass die „Österreicher selbst bestimmen“ würden, wer gewählt wird. Zehn Tage nach der eidesstattlichen Erklärung äußerte sich Rosenkranz erstmals eindeutig zum Holocaust: „Selbstverständlich hat es Gaskammern gegeben. Selbstverständlich hat es schreckliche Verbrechen gegeben. Kein vernünftiger Mensch stellt das in Frage.“
Ungebetene Unterstützung hatte Rosenkranz zuvor auch durch verschiedene rechtsextreme Gruppierungen und Personen gefunden.

## Auszeichnungen
- 2007: Großes Goldenes Ehrenzeichen für Verdienste um die Republik Österreich[44][45]

## Publikationen
- Wie das Projekt EU Europa zerstört – Eine überzeugte Europäerin rechnet ab. Ares Verlag, Graz 2014, ISBN 978-3-902732-22-4
- MenschInnen. Gender Mainstreaming – Auf dem Weg zum geschlechtslosen Menschen. Ares Verlag, Graz 2008, ISBN 978-3-902475-53-4.